# Округ Яворов
Округ Яво́ров (нем. Bezirk Jaworow, Яворовский уезд, пол. Powiat jaworowski) — административная единица коронной земли Королевства Галиции и Лодомерии в составе Австро-Венгрии, существовавшая в 1867—1918 годах. Административный центр — Яворов.
Площадь округа в 1879 году составляла 9,2222 квадратных миль (530,65 км2), а население 64 975 человек. Округ насчитывал 70 поселений, организованные в 64 кадастровых муниципалитетов. На территории округа действовало 2 районных суда — в Яворове и Краковце.
В течение 1915 года уезд входил в состав Перемышльской губернии, образованной на занятой русскими войсками территории Австро-Венгрии.
После Первой мировой войны округ вместе со всей Галицией отошёл к Польше.